# Liste des préfets de l'Ain
La liste des préfets de l'Ain répertorie les préfets du département de l'Ain depuis sa création. Le siège de la préfecture est à Bourg-en-Bresse.
Depuis le 22 mars 2023, la préfète est Chantal Mauchet.

## Consulat et Premier Empire (An VIII- 1815)
| Date                | Nom                                | Fonction précédente                                                          | Observations                        |
| ------------------- | ---------------------------------- | ---------------------------------------------------------------------------- | ----------------------------------- |
| 11 ventôse an VIII  | Jacques-Hyacinthe Fabry            | Membre du Corps législatif                                                   | non acceptant                       |
| 19 ventôse an VIII  | Jean-Antoine Ozun                  | Secrétaire du conseil des Cinq-Cents                                         | 26 mai 1802 mort en fonction        |
| 19 messidor an X    | Jean-Frédéric Jacobi               | Président du Conseil de préfecture de la Roer                                | non acceptant                       |
| 4 thermidor an X    | Patrice-Charles-Gislain de Coninck | Conseiller général du département de la Lys                                  | Nommé préfet de Jemmapes            |
| 12 pluviôse an XIII | Joseph-Aurèle-Charles de Bossi     | A été membre du gouvernement provisoire de Piémont rentré dans la vie privée | Nommé préfet de la Manche           |
| 12 février 1810     | Léonard-Philippe Rivet             | Préfet de la Dordogne                                                        | Renommé préfet de la Dordogne       |
| 10 juin 1814        | Guillaume Capelle                  | Préfet du Léman                                                              | Nommé préfet du Doubs               |
| 22 mars 1815        | André Pierre Étienne Abrial        | Préfet du Finistère                                                          | non installé. Nommé préfet du Gers  |
| 6 avril 1815        | Pierre Joseph Marie Baude          | Préfet du Tarn                                                               | Destitué, rentre dans la vie privée |

## Seconde Restauration (1815-1830)
| Date            | Nom                                     | Fonction précédente | Observations                |
| --------------- | --------------------------------------- | ------------------- | --------------------------- |
| 14 juillet 1815 | Emmanuel-Jean-François Camus du Martroy | Préfet de la Creuse | Nommé préfet du Puy-de-Dôme |
| 19 juillet 1820 | Jean-Baptiste Rogniat                   | Préfet de la Vendée | Nommé préfet du Puy-de-Dôme |

## Monarchie de Juillet (1830-1848)
| Date             | Nom                                       | Fonction précédente                                   | Observations                                                                                               |
| ---------------- | ----------------------------------------- | ----------------------------------------------------- | --- |
| 12 août 1830     | Paul-François Tondut                      | Secrétaire général de la préfecture de Saône-et-Loire | Nommé procureur général à Metz                                                                             |
| 12 mars 1831     | Christophe Alexis Adrien de Jussieu       | Sous-préfet de Sceaux                                 | (1re période) Nommé préfet de la Mayenne                                                                   |
| 8 juin 1832      | Guillaume Bellon                          | Sous-préfet de Pontoise                               | Nommé Préfet des Landes, non-acceptant Nommé préfet de Vaucluse                                            |
| 14 juillet 1833  | Charles-François Marchand-Dubreuil        | Sous-préfet de Blaye                                  | mort en fonction                                                                                           |
| 25 mai 1834      | Hippolyte Paul Jayr                       | Conseiller de préfecture de l'Ain                     | Nommé préfet de la Loire                                                                                   |
| 23 juillet 1837  | Louis Pierre Adrien Bonnet                | Secrétaire général de la Seine-Inférieure             | Nommé préfet de l'Indre                                                                                    |
| 10 août 1839     | Christophe Alexis Adrien de Jussieu       | Député de la Vendée                                   | (2e période) démissionnaire 18 mars 1848.                                                                  |
| 18 mars 1841     | Guillaume Philippe Rébut de la Rhoëllerie | Sous-préfet de Louviers                               | Nommé préfet de l'Ariège                                                                                   |
| 9 juillet 1843   | Jean-Pierre Marquier                      | Préfet de Vaucluse                                    | Passe à la retraite                                                                                        |
| 15 décembre 1846 | Jean Olympie Bouquet, dit Besson          | Secrétaire général du Rhône                           | Révoqué. Sera (1849) préfet du Jura                                                                        |
| 29 février 1848  | Georges Guidollet                         | Directeur du Bien public secrétaire du maréchal Soult | Commissaire du gouvernement, devient représentant de l'Ain                                                 |
| 29 février 1848  | Jean-Chrysogone Guigue de Champvans       |                                                       | Commissaire du gouvernement, révoqué le 16 avril. Sera (1848) représentant de l'Ain, (1871) préfet du Gard |

## Deuxième République (1848-1851)
| Date             | Nom                                         | Fonction précédente  | Observations                                                                                        |
| ---------------- | ------------------------------------------- | -------------------- | --------------------------------------------------------------------------------------------------- |
| 28 mars 1848     | Albert Hugon                                |                      | Commissaire du gouvernement, révoqué le 4 avril                                                     |
| 28 mars 1848     | Anthelme Roselli Mollet, dit Roselli-Mollet |                      | Commissaire du gouvernement, révoqué le 4 avril. Sera (1848) représentant de l'Ain, (1851) proscrit |
| 20 mai 1848      | André Édouard Carteron                      |                      | Non acceptant. Nommé garde des archives du ministère des affaires internationales                   |
| 6 juin 1848      | Henri Dézé                                  |                      | |
| 20 novembre 1849 | Léonard Rochon de Lapeyrouse                | Enseigne de Vaisseau | Nommé préfet de la Haute-Marne                                                                      |
| 12 mars 1851     | Adolphe de Chanal                           | Préfet du Bas-Rhin   | Retourne à l'armée, sera (1871) général et (1876) député de la Corrèze.                             |

## Second Empire (1851-1870)
| Date             | Nom                                                 | Fonction précédente         | Observations                                                     |
| ---------------- | --------------------------------------------------- | --------------------------- | ---------------------------------------------------------------- |
| 6 décembre 1851  | Abel Rogniat                                        | Sous-préfet de Trévoux      | Nommé préfet de la Vienne                                        |
| 4 mars 1853      | Jean-Baptiste Charles Aladenize                     | Consul à Nice               | (sans suite). nommé Inspecteur général des lignes télégraphiques |
| 8 avril 1853     | Louis-Charles-Emmanuel de Coëtlogon                 | Sous-préfet de Rochefort    | Nommé préfet de la Haute-Vienne                                  |
| 26 novembre 1856 | Gustave Segaud                                      | Sous-préfet de Verdun       | Nommé préfet de l'Indre                                          |
| 27 juillet 1859  | Charles Le Masson                                   | Sous-préfet de Valenciennes | Nommé préfet de l'Aube                                           |
| 5 octobre 1861   | Jean Marie François Léon Chamboduc de Saint-Pulgent |                             | Nommé préfet de la Dordogne                                      |
| 5 octobre 1867   | Marie Léopold Alexandre Lepeintre                   | Préfet des Hautes-Alpes     | Nommé préfet de la Creuse                                        |
| 3 mars 1869      | Henri Fernand Bourgeois de Jessaint                 | Préfet de la Creuse         | Nommé préfet du Lot                                              |
| 26 novembre 1869 | Alfred de Jancigny                                  | Préfet de la Haute-Saône    | Passe à la retraite                                              |

## Troisième République (1870-1940)
| Date              | Nom                                                | Fonction précédente                                                        | Observations |
| ----------------- | -------------------------------------------------- | -------------------------------------------------------------------------- | --- |
| 6 septembre 1870  | Édouard Puthod                                     | Journaliste                                                                | |
| 25 avril 1871     | Hippolyte Rousseau                                 | Préfet de Seine-et-Marne                                                   | (1re période) Retourne à l'avocature. Sera (1876) préfet de la Meuse |
| 1er juillet 1873  | Jean Pierre Augustin Raffier-Dutour                | Sous-préfet d'Abbeville                                                    | Nommé préfet du Var |
| 28 août 1874      | Paul Esterhazy                                     | Sous-préfet de Boulogne-sur-Mer                                            | Nommé préfet du Tarn |
| 13 avril 1876     | Guisbert Jean Adrien Jules De Huart                | Préfet de la Meuse                                                         | préfet de la Charente-Inférieure |
| 19 mai 1877       | Bernard Marie Jean Charles de Raymond-Cahuzac      | Sous-préfet de Castres                                                     | Remplacé |
| 18 décembre 1877  | Hippolyte Rousseau                                 | Préfet de la Meuse                                                         | (2e période) Nommé préfet de la Haute-Savoie |
| 15 mars 1879      | Louis Fresne                                       | Préfet du Lot                                                              | Nommé préfet de l'Hérault |
| 12 janvier 1880   | Eugène Félicien Jules Gellion, dit Gellion-Danglar | Sous-préfet de Lunéville                                                   | (écrivain, journaliste) Passe en non-activité avec traitement |
| 17 novembre 1880  | Léon Stéhelin                                      | Administrateur du Territoire de Belfort                                    | Nommé préfet de la Charente-Inférieure |
| 5 octobre 1882    | Charles Hippolyte Massat                           | Secrétaire-général des Bouches-du-Rhône                                    | Nommé préfet de l'Isère |
| 12 février 1886   | Jean Auguste Gaston Joliet                         | Sous-préfet d'Autun                                                        | Nommé Préfet de la Haute-Marne |
| 22 septembre 1890 | Gervais Achille François Alexandre Debax           | Préfet des Ardennes                                                        | Nommé directeur de l'établissement des sourds-muets de Paris |
| 18 mars 1895      | Abel Combarieu                                     | Directeur de cabinet du préfet de la Seine                                 | Nommé préfet de la Meuse |
| 13 octobre 1896   | Charles Evariste Bonnerot                          | Préfet de la Nièvre                                                        | préfet du Var |
| 16 juillet 1898   | Auguste Autrand                                    | Sous-préfet de Chalon-sur-Saône                                            | Nommé Secrétaire général de la Seine |
| 20 février 1900   | Bernard Joseph Eugène Octave Dardenne              | Sous-préfet d'Arles                                                        | Nommé préfet de Loir-et-Cher |
| 5 septembre 1904  | Claude Benoît Just                                 | Sous-préfet de Montluçon                                                   | Nommé préfet de la Manche |
| 30 octobre 1909   | Gabriel Brin                                       | Sous-préfet de Roanne                                                      | Nommé préfet de la Corse |
| 31 décembre 1913  | Paul Peytral                                       | Sous-préfet de Verdun                                                      | Directeur du personnel |
| 4 juillet 1914    | Hilaire Toussaint Octave Delfini                   | Sous-préfet de Fontainebleau                                               | Nommé préfet de Lot-et-Garonne |
| 15 octobre 1918   | Paul Léonard Constant Mathivet                     | préfet de l'Allier maintenu aux armées                                     | (maintenu aux armées) Nommé préfet des Ardennes |
| 6 novembre 1918   | Joseph Amédée Louis Benoist                        | Sous-préfet du Havre                                                       | (préfet ad interim) Renommé préfet de l'Ain ad interim |
| 22 janvier 1919   | Prosper Victor Henri Dutreuil                      | Préfet de l'Aveyron, maintenu aux armées                                   | Nommé préfet du Gers |
| 22 janvier 1919   | Joseph Amédée Louis Benoist                        | préfet ad interim de l'Ain                                                 | (renommé préfet ad interim, puis préfet) Nommé Directeur de la santé publique et l'hygiène sociale au ministère de l'hygiène, de l'assistance et de la prévoyance sociales |
| 24 août 1921      | Charles Marie Xavier Droz                          | Secrétaire général de la Somme pour la reconstruction des régions libérées | non-installé |
| 24 août 1921      | Alfred Jules Alexandre Gondoin                     | Préfet de l'Ardèche                                                        | Nommé Préfet de l'Allier |
| 30 janvier 1925   | Henri Léopold Pierre Chaumet                       | Détaché dans les fonctions de C.A.C. du préfet de police                   | (maintenu en service détaché) |
| 30 janvier 1925   | Francisque Varenne                                 | Sous-préfet de Montbrison                                                  | Nommé préfet des Côtes-du-Nord |
| 2 mai 1930        | Jean Marie Francis Laban                           | Secrétaire général du Pas-de-Calais                                        | Nommé préfet du Haut-Rhin |
| 2 mai 1930        | Antoine Lemoine                                    | Directeur de cabinet du ministre de la marine marchande                    | en disponibilité Nommé préfet de l'Indre |
| 3 juin 1931       | Léopold Georges Mesnard                            | Secrétaire général des Bouches-du-Rhône                                    | Nommé receveur-percepteur du 1er arrondissement de Paris |
| 8 juin 1933       | Georges Bernard                                    | Rattaché à la préfecture de la Seine                                       | Nommé préfet de l'Orne |

## Régime de Vichy sous l'Occupation (1940-1944)
| Date            | Nom                                        | Fonction précédente           | Observations                         |
| --------------- | ------------------------------------------ | ----------------------------- | ------------------------------------ |
| 2 novembre 1940 | Jean-Baptiste Thoumas                      | Au cabinet du maréchal Pétain | Nommé préfet de Saône-et-Loire       |
| 28 avril 1943   | Paul Balley                                | Préfet de la Corse            | Nommé préfet des Pyrénées-Orientales |
| 5 août 1943     | Alfred Papinot                             | Préfet de la Charente         | Préfet du Gard                       |
| 4 février 1944  | Joseph Jean Pierre Basile Marcel Delpeyrou | Préfet des Basses-Alpes       | Suspendu de ses fonctions.           |

## République du Gouvernement provisoire de la République française et de la Quatrième République (1944-1958)
| Date              | Nom                                          | Fonction précédente | Observations |
| ----------------- | -------------------------------------------- | --- | --- |
| 14 juin 1944      | Georges Benoît Antoine Dupoizat de Villemont | Sous-préfet de Nantua | (1re période) fait fonction de préfet pour la région libérée de l'Ain ; condamné à mort par les Allemands. chargé de l'intérim de la sous-préfecture de Gex. |
| 18 novembre 1944  | Léon Blanchard                               | Ingénieur au groupe Schneider ; directeur général de l'énergie électrique Rhône et Jura et président de la compagnie lyonnaise d'électricité | (préfet délégué, puis préfet) Devient inspecteur général d'électricité de France ; président du conseil d'administration d'électricité de Strasbourg         |
| 1946              | Jean Auguste Emile Rigade                    | Préfet du Rhône ad interim | Mort en fonction. |
| 18 décembre 1946  | Jean Latscha                                 | | |
| 19 juin 1947      | Georges Pépin                                | Préfet de l'Aveyron délegué | Passe à la retraite |
| 7 juin 1948       | Pierre Lecène                                | Préfet de Lot-et-Garonne | Congé de longue durée |
| 17 septembre 1949 | Duperrier                                    | préfet de la Drôme | Passe à la retraite |
| 31 octobre 1951   | François Collaveri                           | vice-président du conseil du ministre Jules Moch                                                                                             | Nommé préfet d'Alger |
| 1er juillet 1955  | Jean Thomassin                               | En service détaché auprès du gouverneur général de l'Algérie                                                                                 | Préfet hors cadre. Sera (1963) Directeur d'hôpital à Nice |

## Cinquième République (Depuis 1958)
| Date              | Nom                                          | Fonction précédente                                                                     | Observations                                                                                                  |
| ----------------- | -------------------------------------------- | --------------------------------------------------------------------------------------- | --- |
| 4 avril 1960      | Célestin Roger Marcel Blanchard              | Préfet de l'Aude                                                                        | Nommé conseiller administratif auprès du président de l'exécutif provisoire algérien.                         |
| 1961              | Georges Benoît Antoine Dupoizat de Villemont | Préfet de Tlemcen                                                                       | (2e période) Passe à la retraite.                                                                             |
| 1973              | Henri Boucoiran                              | Préfet de Lot-et-Garonne                                                                | Mort en fonction                                                                                              |
| 21 avril 1975     | Roger Ninin                                  | Préfet de la Vendée                                                                     | Nommé préfet hors cadre                                                                                       |
| 13 juillet 1979   | Raymond-François Le Bris                     | Préfet de l'Ariège                                                                      | redevient professeur de droit Sera (19860 préfet de Seine-Saint-Denis                                         |
| 16 juillet 1981   | Philippe Loiseau                             | Préfet de la Haute-Corse                                                                | Nommé préfet de Meurthe-et-Moselle                                                                            |
| 3 octobre 1984    | Bernard Gérard (sécurité du territoire)      | préfet du Jura                                                                          | Nommé Haut-commissaire de la République en Polynésie française                                                |
| 6 mars 1985       | Claude Guizard                               | Préfet de l'Ariège                                                                      | Nommé préfet du Haut-Rhin                                                                                     |
| 23 juillet 1986   | Georges Mazenot                              | Préfet de la Mayenne                                                                    | Prend congé                                                                                                   |
| 23 novembre 1988  | Yves Mansillon                               | Directeur de l'administration territoriale et des affaires politiques                   | Nommé préfet de la Charente-Maritime                                                                          |
| 24 avril 1991     | Michel Festy                                 | préfet de l'Aude                                                                        | Nommé préfet hors cadre                                                                                       |
| 28 octobre 1992   | Jean-Pierre Lacroix                          | Directeur central de la police territoriale                                             | Nommé préfet du Morbihan                                                                                      |
| 2 août 1995       | Philippe Ritter                              | Préfet hors cadre                                                                       | Nommé directeur de l'agence régionale de l'hospitalisation de Rhône-Alpes                                     |
| 17 mars 1999      | Jean-Pierre Lacave                           | préfet de Vaucluse                                                                      | |
| 6 octobre 1999    | Pierre-Étienne Bisch                         | préfet de la Savoie                                                                     | Nommé préfet du Var                                                                                           |
| 29 juillet 2002   | Bernard Tomasini                             | préfet du Cher                                                                          | Nommé préfet de la Charente-Maritime                                                                          |
| 2 mai 2004        | Michel Fuzeau                                | préfet des Pyrénées-Orientales                                                          | Directeur du cabinet au cabinet du ministre                                                                   |
| 22 juillet 2006   | Pierre Soubelet                              | Préfet des Landes                                                                       | Nommé préfet de la Loire                                                                                      |
| 31 janvier 2009   | Régis Guyot                                  | Préfet des Deux-Sèvres                                                                  | Nommé membre du Conseil supérieur de l’administration territoriale de l'État                                  |
| 30 septembre 2010 | Philippe Galli                               | Préfet de Loir-et-Cher                                                                  | Nommé préfet de la Seine-Saint-Denis                                                                          |
| 8 juillet 2013    | Laurent Touvet                               | Direction des libertés publiques et des affaires juridiques au ministère de l'Intérieur | Nommé préfet du Haut-Rhin                                                                                     |
| 22 août 2016      | Arnaud Cochet                                | Préfet de l'Allier                                                                      | Nommé préfet de Meurthe-et-Moselle                                                                            |
| 29 juillet 2020   | Catherine Sarlandie de la Robertie           | Préfète de l'Aveyron                                                                    | Nommée préfète à la Sécurité de l'innovation et de la recherche au Ministère de l'Intérieur et des Outre-Mer. |
| 13 janvier 2022   | Cécile Bigot-Dekeyzer                        | Préfète des Landes                                                                      | Nommée secrétaire générale du ministère de l’Agriculture et de la Souveraineté alimentaire.                   |
| 22 mars 2023      | Chantal Mauchet,                             | Préfète de Tarn-et-Garonne                                                              | |